# Ján Sokol
Ján Sokol (ur. 9 października 1933 w Jacovcach) – słowacki duchowny katolicki, arcybiskup metropolita trnawski w latach 1989–1995, następnie metropolia bratysławsko-trnawski w latach 1995–2008 oraz ponownie arcybiskup trnawski, ale bez uprawnień metropolity w latach 2008–2009.

## Życiorys
Urodził się w 1933 roku w Jacovach, miejscowości w powiecie topolczańskim. Uczęszczał do gimnazjum w Topolczanach, gdzie pomyślnie zdał egzamin maturalny. Następnie wstąpił do seminarium duchownego w Bratysławie, gdzie studiował teologię i filozofię. po jego ukończeniu otrzymał w 1957 roku święcenia kapłańskie. Kolejno pracował w parafiach w: Szuranach (1957–58), Lewicach (1958–60), bratysławskim Nowym Mieście (1960–66) i Szturowie (1966–68). W latach 1968–1970 pełnił obowiązki prefekta w bratysławskim seminarium, po czym objął probostwo w Sereďzie, a wraz z nim tamtejszy urząd dziekański, który sprawował do 1975 roku.
14 listopada 1987 papież Jan Paweł II mianował go administratorem apostolskim archidiecezji trnawskiej, a niespełna rok później tamtejszym biskupem pomocniczym z tytularną stolicą biskupią w Luni. Jego konsekracja biskupia miała miejsce 12 czerwca 1988 roku w katedrze św. Jana Chrzciciela w Trnawie. Opowiadał się za kompromisowym rozwiązaniem problemów na linii państwo-Kościół.
W trakcie powolnego upadku reżimu komunistycznego w Czechosłowacji został mianowany 26 czerwca 1989 roku pełnoprawnym arcybiskupem metropolitą trnawskim. W latach 1989–2000 piastował funkcję wiceprzewodniczącego Słowackiej Konferencji Biskupów. 31 maja 1995 roku, po zmianach w strukturze Kościoła katolickiego na Słowacji i przekształceniu archidiecezji trnawskiej w archidiecezję bratysławsko-trnawską, został jej zwierzchnikiem. W 2008 roku po podziale tego arcybiskupstwa na dwie osobne archidiecezje przez papieża Benedykta XVI, został arcybiskupem trnawskim. Jednak już nie posiadał tytuł metropolity. Mimo to dzięki specjalnemu przywilejowi papieskiemu mógł nadal nosić paliusz. Z funkcji tej zrezygnował po osiągnięciu wieku emerytalnego 18 kwietnia 2009 roku.

### Krytyka
Nazwisko Jána Sokola figuruje na liście osób współpracujących z czechosłowacką służbą bezpieczeństwa w latach reżimu komunistycznego, która znajduje się w tamtejszym Instytucie Pamięci Narodowej. Poza tym arcybiskup jest krytykowany za chwalenie postawy księdza (skazanego i powieszonego za zbrodnie wojenne) Józefa Tiso, prezydenta I Republiki Słowackiej istniejącej w czasie II wojny światowej i współpracującej z III Rzeszą.